# 요르단 농구 국가대표팀
요르단 농구 국가대표팀은 요르단의 농구 대표팀이다. 올림픽 농구 본선 경험은 전무하며 FIBA 농구 월드컵 본선에는 2번 참가하여 2번 모두 하위권 성적에 머물렀다. 다만 FIBA 아시아 선수권 대회 본선에는 15번 출전하여 은메달과 동메달을 각각 1개씩 수확했고 FIBA 아시아 챌린지에는 4번 참가하여 금메달과 동메달을 역시 각각 1개씩 획득했으며 서아시아 농구 선수권 대회에는 14번 출전하여 금메달 2개, 은메달 4개, 동메달 6개를 가져갔다. 그리고 아랍 네이션스 농구 선수권 대회에서는 금메달 1개, 은메달 5개, 동메달 3개를 가져갔고 팬아랍 게임에서는 금메달 1개, 은메달 4개, 동메달 2개를 따냈다.